# Jezioro Mieruńskie Wielkie
Jezioro Mieruńskie Wielkie – jezioro w województwie podlaskim, w powiecie suwalskim, w gminie Filipów, leżące na terenie Pojezierza Zachodniosuwalskiego, położone 5 km od Filipowa, przy szosie do Kowali Oleckich.

## Hydronimia
Według urzędowego spisu opracowanego przez Komisję Nazw Miejscowości i Obiektów Fizjograficznych (KNMiOF) nazwa tego jeziora to Jezioro Mieruńskie Wielkie. W różnych publikacjach pojawia się także oboczna nazwa tego jeziora - Garbaścica

## Morfometria
Powierzchnia zwierciadła wody według różnych źródeł wynosi od 192,0 ha do 189,4 ha.
Zwierciadło wody położone jest na wysokości 192,6 m n.p.m. lub 192,9 m n.p.m.. Średnia głębokość jeziora wynosi 6,7 m, natomiast głębokość maksymalna 25,5 m.
W oparciu o badania przeprowadzone w 2005 roku wody jeziora zaliczono do II klasy czystości.

## Charakterystyka
Pod względem turystycznym niezbyt atrakcyjne. Leży w krajobrazie otwartym i równinnym, w otoczeniu pól uprawnych, pozbawionym zalesienia. Silnie eutroficzne. Ławicę przybrzeżną gęsto porastają szuwary i oczerety. Litoral wypełnia bogato także roślinność zanurzona. Stwarza to bardzo dobre warunki pokarmowe dla ryb, toteż akwen uchodzi za zasobny w ryby. Jest chętnie odwiedzany przez wędkarzy. Jezioro należało do Państwowego Gospodarstwa Rolnego w Garbasiu.
Jezioro na charakter rynnowy, o brzegach dość niskich z kilkoma niewielkimi zatokami. Wzdłuż wschodniego brzegu jeziora biegnie droga do Bitkowa i osady Żelazki.
Z południowo-zachodniego krańca jeziora wypływa krótka struga, kierująca się do pobliskiego jeziora Mieruńskiego Małego.